# Chat Lines
Chat Lines ist ein Hörspiel des Autors und Regisseurs Heiner Grenzland. Die Erstausstrahlung war am 2. Mai 2003 im DeutschlandRadio Berlin. Weitere Sendungen: SWR Baden-Baden (18/19. August 2003), LoRa München (23. Mai 2004), DeutschlandRadio Berlin (7. Juni 2004), DRS2 Zürich (8. Dezember 2004) u. a. Ab 2003 wurden einige Chats im Lehrplan Berlin-Brandenburg für das Medienkapitel im Schulbuch der 9. Klasse aufgenommen.

## Inhalt und Handlung
Chat Lines hat keine Handlung im herkömmlichen Sinn. Wie im Chat taucht der Hörer in einen anarchischen Float der Cyber-Kommunikation ein. Unter der oszillierenden Oberfläche dieses Sprachgewirrs liegen wie Lebensadern verborgen die Lines: Dialoge, kleine Geschichten, die aus dem Chaos hervortreten, um gleich wieder im Nirgendwo zu verschwinden. Einem dieser narrativen Einzelverläufe wird im Hörspiel nachgespürt: Der Begegnung von Sphex und Sunshine_17:

„Sphex, Anfang 20, trifft in einem Chatroom Sunshine, Schülerin und 17 Jahre alt. Sie flirten, doch nach der Unterhaltung taucht Sunshine wieder in den Cybercosmos ab. Zum Glück ist im Partyroom gerade der Bär los, Sphex mischt sich unter die illustren Gäste […] Mit dem Protagonisten taucht der Hörer in den anarchischen Float der Internet-Chatrooms ein und begegnet einer oszillierenden Wort-Klang-Welt. In Anlehnung an die mittelalterliche musikalische Form des Motetus, der verschiedene Texte, Melodien, Sprachen und Rhythmen gleichzeitig verwendet, ist auch im Chat-Klangraum die Summe der unterschiedlichen Kommunikationsformen als Klangerlebnis entscheidend. Unter der chaotischen Oberfläche liegen Dialoge, kleine Geschichten, Wahrheiten und Lügen verborgen. Heiner Grenzland spürt diesen Einzelverläufen nach und lotet den Wechsel zwischen Anonymität und Intimität musikalisch aus.“

## Einordnung
Chat Lines ist eines der ersten Hörspiele, die sich mit den damals neuen Kommunikationsformen des Internets beschäftigt, in diesem Fall mit dem Chatten. Dabei geht es um das Ausprobieren des „multiplen Ichs“, um das Spiel mit verschiedenen Identitäten und um die Verwischung der Grenzen zwischen dem Cyberspace (den Chatrooms) und dem wirklichen Leben, zwischen echten und vorgetäuschten Geschichten und Gefühlen. Umgesetzt wird dies im Hörspiel, indem Szenen aus dem Alltag der jugendlichen Protagonisten (ihrem wirklichen Leben) mit dem von ihnen im Cyberspace gespielten „Leben“ überlagert werden, bis der Hörer den Fixpunkt verliert, sich darin verirrt, so wie auch die Chatter selbst. Die chaotisch ineinander verschachtelten Ereignisabläufe, die Lines der Chatverläufe, erlangen auch eine musikalische Qualität, sie bilden ein akustisches Muster, eine Art Super-Polyphonie aus organisierten strukturellen und klangfarblichen Formverläufen.

„Der Autor hat den anarchischen Fluss der Kommunikation in den Chatrooms des Internets als musikalisches Material betrachtet. Eine Wort-Klang-Welt, in der Texte, Melodien, Sprachen und Rhythmen durcheinander wirbeln. Überall Anonymität, die nach Intimität sucht. Chaotische Oberflächen, hinter denen sich Geschichten entdecken lassen.“

## Rezension (Auswahl)
„[…] Zurück in die Gegenwart, zu gesteigerter Schrillheit samt ganz neuen Tempo- und Sprachproblemen, zu Chat Lines. „Sphex“ sucht im Chatroom „Sunshine_17“. Liest man das als Kürzestinhaltsangabe, merkt man, daß es hier ums Allermodernste geht: um Aufenthalte in Internet-Chaträumen und um jene neuen Arten von Begegnungen und Schicksalen, die es da und nur da geben kann.“

„[…] Chat Lines (DLR) ist die Geschichte eines Chatroom-Flirts und die akustische Reise durch den Raum. Heiner Grenzland und sein junges Team von Mitwirkenden waren hörbar mit Engagement bei ihrem Thema, das so voll aus dem Altag der 15 - 20-Jährigen gegriffen ist. [...]“

„Chat Lines von Heiner Grenzland (DeutschlandRadio Berlin) - der Titel ist in Analogie zu Bruce Chatwins Buch über die „Songlines“ gebildet, die nach der Intuition der australischen Aborigines als Orientierungs- und Schicksalslinien den ganzen australischen Kontinent umspannen - versucht sich an einer akustischen Transposition des elektronischen Chatrooms, den die Teilnehmer vor Bildschirm und Tastatur bevölkern, baut einen hallenden Chatrom also und kreuzt dergestalt flüchtige, elektronische Lebenslinien, die ebenfalls zu Sehnsüchten, Flirts und Lieben führen können. […]“

„Mehr oder weniger große Gefühle umkreist Heiner Grenzlands Hörstück Chat Lines, eine in virtuelle Ersatzwelten führende Produktion von DeutschlandRadio Berlin (2003). Ein Chatroom-Flirt der 17jährigen Schülerin Sunshine_17 und des um einige Jahre älteren Sphex ist Ausgangspunkt eines Tauchgangs in die Untiefen des Cybercosmos', der von so manchen Floskeln und Formen des vernetzt grassierenden Chattings aufgefüllt wird. Viel ist da von der Liebe (der wahren wie der Ware) und ihren körperlichen Spielarten oder aber Sex-Phantasien die Rede, umspült von Versatzstücken irgendeiner Identität. Warum sich bei dieser Gelegenheit nicht als Broker oder Model ausgeben, beflügelt von der Annahme, dass niemanden interessiere, wer man wirklich sei? Ob nun einer in Sachen (fe)male nachfragt oder im „Club der Besserwisser“ willkommen heißt: Grenzland - ein passender Name für den deutschen Autor, Komponisten und Regisseur - setzt in Chat Lines auf eine von teilweise wuchtigen Techno-Beats erschütterte Überlagerung polyphon sortierter verbaler Splitter […].“

„[…] sicher ist, daß Hörspiele wie CHAT LINES aus der wackeren neue Welt der Online-Kommunikation und datenvernetzten Arbeits- wie Freizeitwelt noch allerlei Veränderungen in Duktus, Sprache, Themen und Klangqualität mit sich bringen werden - wir stehen erst am Anfang vom Ende des gemütlichen alten Besinnungshörspiels.“